# Convention de Bruxelles (1890)
Pour les articles homonymes, voir Convention de Bruxelles et Traité de Bruxelles.
La convention de Bruxelles (Acte général de la conférence de Bruxelles qui s'est tenue début 1890) est un traité international signé à Bruxelles le 2 juillet 1890, et entré en vigueur le 2 avril 1892, visant à « mettre un terme aux crimes et aux dévastations qu'engendre la traite des esclaves africains, afin de protéger efficacement les populations aborigènes de l'Afrique et d'assurer à ce vaste continent les bienfaits de la paix et de la civilisation » (introduction du traité).

## Histoire
La convention de Bruxelles est organisée par Léopold II dans la suite de la conférence de Berlin de 1885 qui avait donné au Souverain belge l'occasion de créer l'État indépendant du Congo (EIC) et d'en devenir le Souverain absolu. Apportant la preuve internationale de l'accomplissement d'une de ses promesses de 1885 (abolir l'esclavage en Afrique centrale), Léopold II espérait que la convention de Bruxelles lui permettrait — au moment où son état africain (l'EIC) se trouvait dans une situation de crise financière grave — d'établir les droits de douane qu'il espérait avoir le droit d'établir sur l'ensemble du territoire de l'EIC. Cet espoir fut déçu, la conférence ayant même apporté plus de charge à l'EIC.
La Convention permet notamment aux navires de la flotte militaire d'un État contractant d'arraisonner tout navire trafiquant battant pavillon d'un autre État contractant, ce qui était jusque-là proscrit hormis pour les cinq puissances signataires du quintuple traité de 1841. Outre des mesures visant effectivement à lutter contre l'esclavage, on y trouve nombre de mesures visant à limiter l'importation d'armes au profit des « indigènes », une règlementation particulière concernant l'immatriculation de leurs navires, l'importation ou la production d'alcools forts, ou la création d'un bureau international maritime à Zanzibar.

## Signataires
Signataires :
- France
- Empire allemand
- Autriche-Hongrie
- Royaume de Belgique
- Danemark
- Royaume d'Espagne
- État indépendant du Congo
- États-Unis
- Royaume-Uni de Grande-Bretagne et d'Irlande
- Royaume d'Italie
- Royaume des Pays-Bas
- Perse
- Royaume de Portugal
- Empire russe
- Suède-Norvège
- Empire ottoman
- Sultanat de Zanzibar